# Buck Connors
Buck Connors (n. 22 de noviembre de 1880 – f.  4 de febrero de 1947) fue un actor estadounidense que apareció en 81 películas entre 1912 y 1941.
Nació en Streator, condado de LaSalle, Illinois, y falleció en Quartzsite, Arizona.

## Filmografía Seleccionada
- The Phantom Riders (1918)
- The Black Horse Bandit (1919)
- The $1,000,000 Reward (1920)
- Action (1921)
- In the Days of Buffalo Bill (1922)
- The Social Buccaneer (1923)
- The Radio Detective (1926)
- Hell's Heroes (1930)